# Grafrath

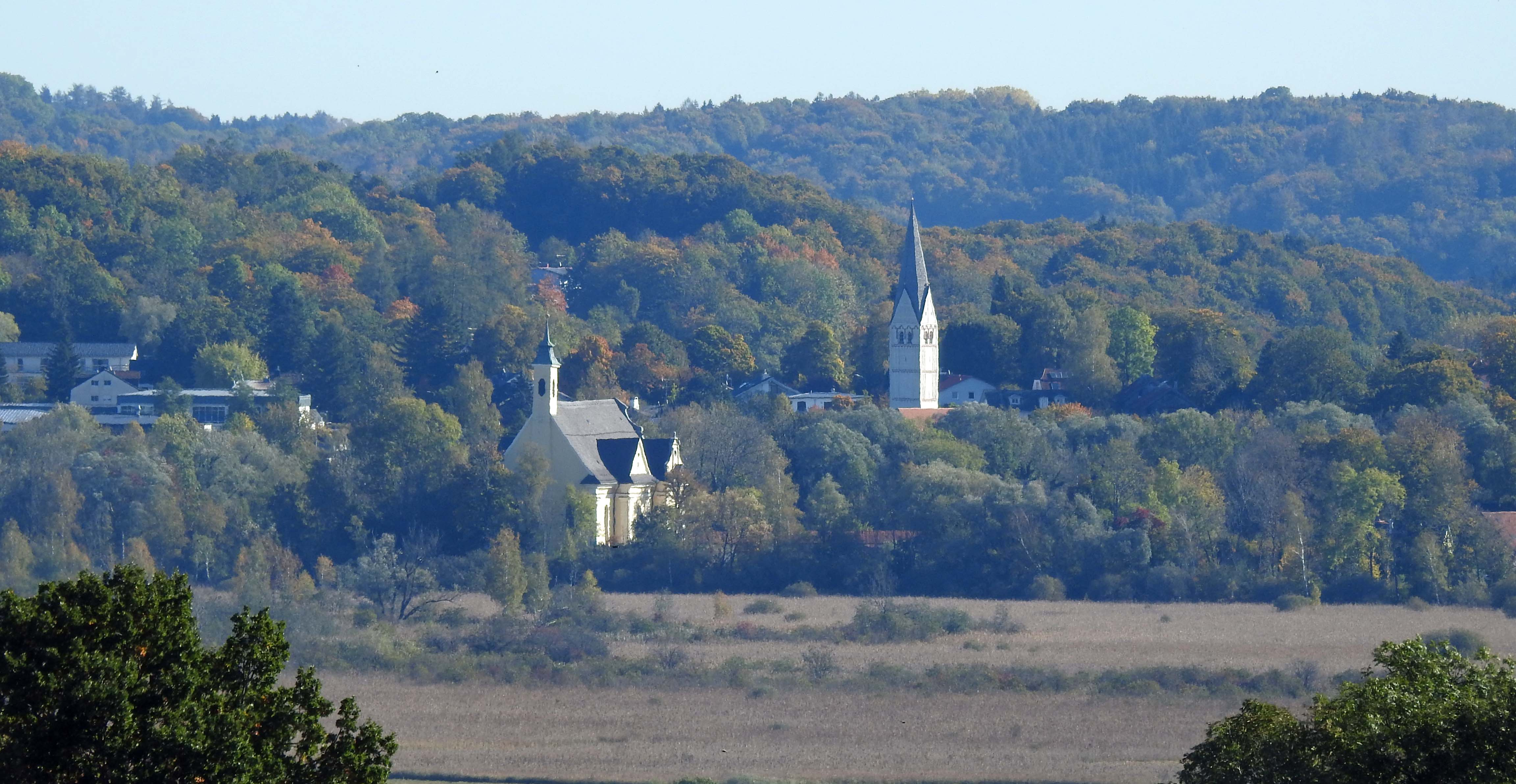
Grafrath von Südwesten

Grafrath ist eine Gemeinde im oberbayerischen Landkreis Fürstenfeldbruck sowie der Sitz der Verwaltungsgemeinschaft Grafrath.

## Geographie

### Lage
Die Gemeinde erstreckt sich auf beiden Seiten der Amper rund zehn Kilometer südwestlich von Fürstenfeldbruck und 30 Kilometer westlich von München.

### Gemeindegliederung
Die Gemeinde hat fünf Gemeindeteile (in Klammern ist der Siedlungstyp angegeben):
- Unteralting (Pfarrdorf)
- Grafrath (Kirchdorf)
- Höfen (Kirchdorf)
- Mauern (Dorf)
- Wildenroth (Dorf)

### Schutzgebiete
- Toteisloch Wolfsgrube (Geotop-Nummer 179R001)
- Amperschlucht zwischen Grafrath und Schöngeising (Geotop-Nummer 179R002)
- Toteiskessel Wildenroth (Geotop-Nummer 179R003)
- Endmoräne bei Mauern (Geotop-Nummer 179R06)
- Glaziogene Landschaft südöstlich Wildenroth (Geotop-Nummer 179R007)

## Geschichte

### Gemeindefusion
Die Gemeinde entstand am 1. Juli 1972 durch den Zusammenschluss der Gemeinden Unteralting und Wildenroth. Zu Unteralting gehörten die Weiler Mauern und Grafrath, zu Wildenroth der Gemeindeteil Höfen. Ursprünglich sollte auch das Dorf Kottgeisering dabei sein, lehnte aber einen Zusammenschluss ab und blieb so innerhalb der Verwaltungsgemeinschaft Grafrath eine selbständige Gemeinde. Die Gemeinderäte von Unteralting und Wildenroth hingegen sprachen sich in getrennten Sitzungen einstimmig für eine Fusion unter dem Namen Grafrath aus.

### Gemeindeteile

#### Unteralting
Unteralting geht zurück auf die Bajuwarensiedlung Alamuntinga (Alting). Ihre Anfänge lagen wohl ursprünglich auf der nördlichen Seite der Amper im Bereich der im Jahr 804 in einer Freisinger Traditionsurkunde zum ersten Mal erwähnten Marienkirche zu Höfen, die heute noch die Pfarrkirche von Unteralting ist. In Zusammenhang mit der Klostergründung des Grafen Rath/Rasso dürfte das Dorf Alting auf die Südseite der Amper verlegt worden sein. Damit lag es auf dem Gebiet der späteren Grafschaft Andechs und auch nicht mehr im Bereich des Bistums Freising, sondern des Bistums Augsburg. Deshalb baute Graf Rath oder die späteren Grafen von Andechs für das Dorf eine eigene Kirche, die sie ihrem besonderen Patron St. Mauritius widmeten. Nach dem Untergang der Andechser fiel der Ort mit der Mauritiuskirche an die Herren von Seefeld. Staatlich war Unteralting ab dieser Zeit mit den anderen Dörfern der Herrschaft Seefeld dem Landgericht Pähl/Weilheim zugeordnet, ab 1803 dem Landgericht Starnberg, dem es nach Auflösung der Adelsherrschaften 1848 ganz eingegliedert wurde. 1862 jedoch kam Unteralting zum neu errichteten Bezirksamt Bruck. Kirchlich wurde Unteralting schon im Jahr 1477 wieder in das Bistum Freising gezogen und die Marienkirche in Höfen als Pfarrkirche bestimmt (in den Bistumsurkunden bezeichnet als „Pfarrei der seligen Jungfrau Maria zu Höfen, auch Kottalting genannt“). Da die St. Mauritiuskirche Eigen- bzw. Patronatskirche der Herren von Seefeld war, blieb sie als solche erhalten. Nach Auflösung der Herrschaft Seefeld wurde sie vom Erzbistum München und Freising als Filialkirche der Pfarrei Höfen/Unteralting übernommen.

#### Mauern

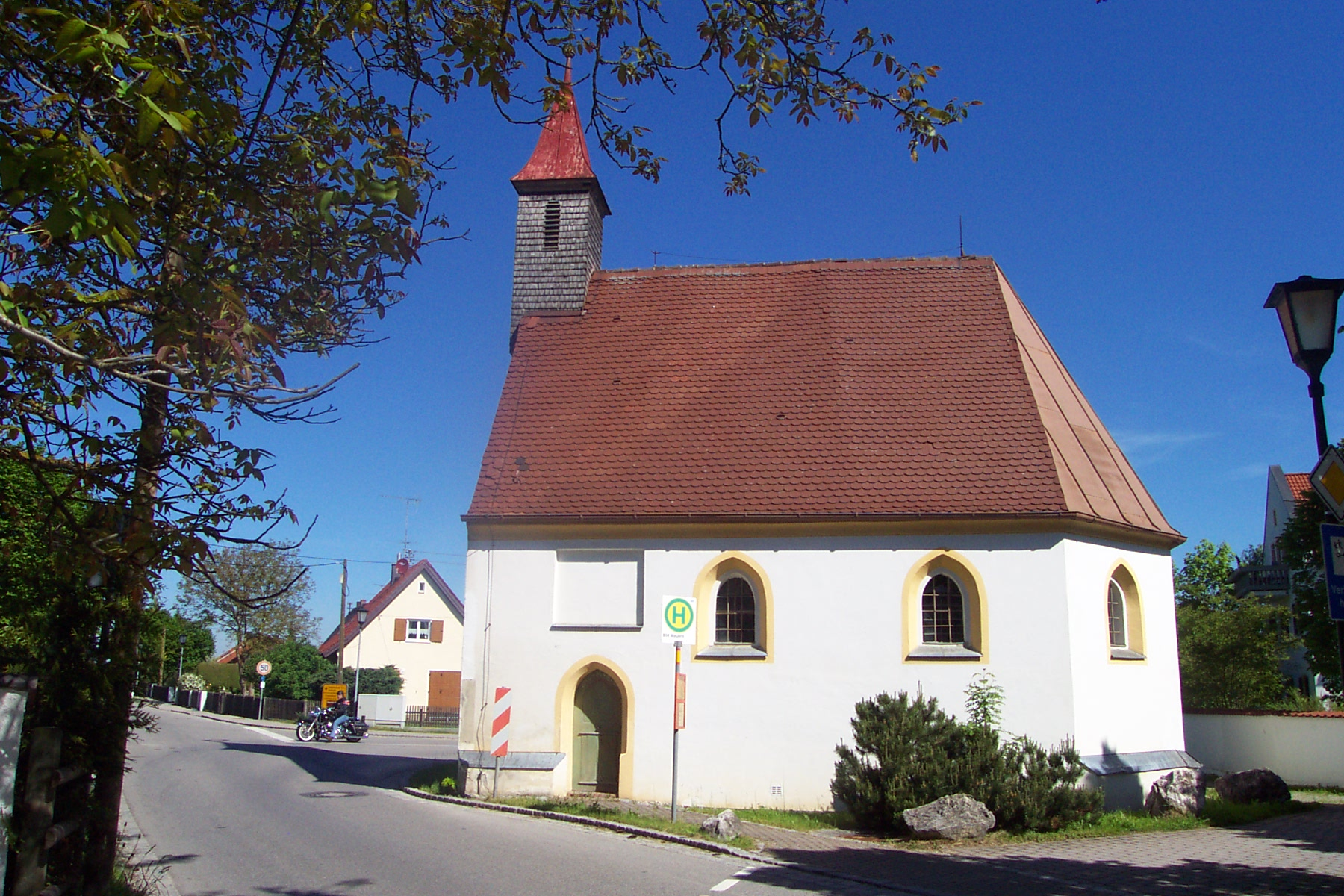
Kapelle St. Georg in Mauern

Das Dorf Mauern mit der kleinen St.-Georgs-Kapelle liegt etwa zwei Kilometer südöstlich von Unteralting. Es gehörte wie Unteralting zur Herrschaft Seefeld. Hauptsächlicher Grundherr war bis zur Säkularisation das Kloster Fürstenfeld, dem auch die Kapelle direkt unterstand. Nach der Säkularisation kauften die Bürger von Mauern die Kapelle dem Staat ab, so dass sie heute im Besitz der Nachfolgegemeinde Grafrath ist. Bei der Gemeindebildung 1818 wurde Mauern als Weiler der Gemeinde Unteralting zugeordnet. Die Ähnlichkeit des Ortsnamens (älteste Form „Muron“) mit dem lateinischen „muri“ hat zur Vermutung Anlass gegeben, es handle sich um eine Römersiedlung. Dafür gibt es zwar keine archäologischen Befunde, auf Grund der Lage zwischen den Römerorten Schöngeising und Walchstadt ist dies aber nicht auszuschließen. Die gelegentlich vertretene Ableitung des Ortsnamens von „Moor“ ist von der Lage und von der Sprachgeschichte her unwahrscheinlich.

#### Grafrath
Bevor sich 1972 die Gemeinden Wildenroth und Unteralting unter dem Namen „Grafrath“ zusammenschlossen, trug zunächst nur die Örtlichkeit um die Kirche St. Rasso mit dem Grab des als heilig verehrten Grafen Rath den Namen „St. Grafrath“ (erste urkundliche Bezeugung dieses Ortsnamens in einer Seefelder Güterbeschreibung von 1393). Ursprünglich hieß die Örtlichkeit Wörth, da es sich bei diesem Bereich zur Zeit der ersten Besiedlung wohl noch um eine wirkliche Insel zwischen zwei Flussarmen der Amper handelte. Hier errichtete ein Graf (Comes) Rath, später Rasso genannt, der in der Karolingerzeit im Ammersee-Ampergebiet königlicher Amtsträger war, ein Kloster und eine Kirche, die er als Grablege für sich bestimmte. Als die Andechser Grafen das Kloster nach Dießen verlegten, ließen sie Wörth/Grafrath 1132 von Papst Innozenz II. dem neuen Kloster einverleiben. Zu ihm gehörte es, bis es in der Säkularisation an den Staat fiel.
Als nach Auflösung der Herrschaft Seefeld auch das benachbarte Unteralting ganz der staatlichen Verwaltung unterstellt wurde, kam der ehemalige Bereich des Wörth als Weiler „Grafrath“ (ohne das vorangestellte „St.“) zu Unteralting. Wegen der Bekanntheit der Wallfahrtskirche nahm die aus den Dörfern Wildenroth und Unteralting neu gebildete Gemeinde den Namen des vormaligen Weilers an. Die namengebende Kirche wird aber immer am Rande der Gemeinde liegen, da die von Graf Rath auf die damalige Insel erbaute Kirche, immer noch auf einer Art Landzunge im Ampermoos liegt. Es ist bekannt, dass Moore bereits in vorchristlicher Zeit häufig „kultische Orte“ waren, so dass sich vielleicht von daher die Wahl des Ortes für die Klostergründung durch Graf Rath und die Entstehung der früher weit bekannten Wallfahrt nach Grafrath erklärt.
Ab Ende der 1860er-Jahre wurde die Bahnstrecke München–Buchloe projektiert, deren Trasse nördlich von Wildenroth und „St. Grafrath“ festgelegt wurde. Der dort errichtete, zusammen mit der Bahnstrecke am 1. Mai 1873 eröffnete Bahnhof erhielt den Namen „Grafrath“.
Von 1880 bis 1939 verkehrte auf der Amper zwischen Stegen am Ammersee und Grafrath eine regelmäßige Dampfschiffverbindung. Ausflügler aus München fuhren mit der Bahn nach Grafrath und gingen etwa 1,5 km vom Bahnhof bis zur Anlegestelle. Dort bestiegen sie dann das Boot nach Stegen, wo die Möglichkeit bestand, auf die Ammersee-Dampfschiffe umzusteigen. Das Schiff Maria Therese eröffnete am 10. Mai 1880 die Schifffahrtslinie. Der Volksmund nannte es „die Mooskuh“, weil der Signalton dem schrecklich klingenden Ruf der Rohrdommel glich, und weil die Strecke durch das Ampermoos führt. Im Anschluss gingen die Ausflügler meist noch in das Restaurant Dampfschiff in der Nähe der Anlegestelle.
Nach der Eröffnung der Bahnstrecke Pasing–Herrsching musste diese Schifffahrt eingestellt werden. Der Fahrgastrückgang und die hohen Kosten für die Schiffbarhaltung des Flusses machten den Betrieb unwirtschaftlich.

#### Wildenroth
Die Amper bildete im Mittelalter die Grenze zwischen dem Herrschaftsbereich der Andechser südlich des Flusses und dem der Wittelsbacher nördlich des Flusses. Die Andechser beherrschten den Übergang über die Amper vor dem Amperdurchbruch beim heutigen Ampersteg (Die Amperbrücke bei der St. Rassokirche, über die heute die Bundesstraße 471 führt, wurde erst 1893 gebaut). In Konkurrenz zu den Andechsern „rodeten“ die Wittelsbacher Anfang des 13. Jahrhunderts etwas flussabwärts die bis dahin bestehende „Wildnis“ und errichteten einen eigenen Amperübergang. Zum Schutz des Übergangs ließen sie auf der Anhöhe eine stattliche, durch Wälle und Gräben gesicherte Burg erbauen, deren Reste heute noch als Burgstall Wildenroth sichtbar sind. Zum ersten Mal bezeichnet sich 1260 ein Ministeriale des Bayernherzogs in einer Benediktbeuerner Urkunde nach diesem Ort als Konrad von Wildenroth. Da nach dem Ende der Andechser auch das Gebiet südlich der Amper an die Wittelsbacher fiel, hatte die Burg keine strategische Bedeutung mehr. So schenkte Herzog Ludwig IV., der spätere Kaiser Ludwig der Bayer, im Jahr 1322 die Burg und die inzwischen im Tal entstandene Siedlung Wildenroth dem Kloster Fürstenfeld. Die Burg wurde geschleift, nur die Nikolauskapelle ließ man stehen, weshalb die Anhöhe die Bezeichnung Kapplberg erhielt. Die Überreste der verfallenen Kapelle wurden 1778 ins Tal befördert und mit ihnen in der Dorfmitte von Wildenroth auf der Amperinsel eine neue Nikolauskapelle errichtet.

#### Höfen
Der Gemeindeteil Höfen mit der Pfarrkirche Mariä Himmelfahrt und dem Friedhof von Grafrath liegt auf halber Höhe am nördlichen Hochufer der Amper. Die Anhöhe ist Teil des Moränenwalls, den der Ammerseegletscher während der letzten Eiszeit durch Geröll und Geschiebelehm im ganzen Gemeindegebiet von Grafrath aufgehäuft hat. Höfen markiert den Punkt, wo das Schmelzwasser des Ammerseegletschers den Moränenwall durchbrach und sich im Lauf der Zeit immer weiter eintiefte. So entstand ein enges Durchbruchtal (Ampertal/Amperschlucht), das unterhalb von Höfen beginnt. Im Bereich von Höfen entstand wohl gleichzeitig mit der Bajuwarensiedlung Geisering (Kysalheringa) die Siedlung Alting (Alamuntinga).
In Zusammenhang mit der Christianisierung wurde in Höfen eine gemeinsame Kirche für Alting und Geisering erbaut. Nach Verlegung des Ortes Alting auf die Südseite der Amper, verödete der Ort, übrig blieb allein die Kirche. Auch als sie 1477 wieder Pfarrkirche von Unteralting und von Kottgeisering (bis 1867) wurde, stand sie bis in die Neuzeit einsam an diesem Ort. Erst kurz vor 1900 begann mit der Villa „Amperschlösschen“ wieder die Wohnbebauung von Höfen.

### Einwohnerentwicklung
Zwischen 1988 und 2018 wuchs die Gemeinde von 2976 auf 3854 um 878 Einwohner bzw. um 29,5 %.

## Politik

### Bürgermeister
Erster Bürgermeister ist Markus Kennerknecht. Er wurde in einer Stichwahl am 30. März 2014 zum Nachfolger von Hartwig Hagenguth gewählt und am 15. März 2020 bei zwei Mitbewerbern mit 74,18 % der Stimmen für weitere sechs Jahre im Amt bestätigt.

### Gemeinderat
| Jahr | CSU/BV | SPD | Grüne | GE | BfG | DAG | FLG | gesamt | Wahlbeteiligung |
| ---- | ------ | --- | ----- | -- | --- | --- | --- | ------ | --------------- |
| 2020 | 5      | 1   | 4     | 3  | 2   | 0   | 1   | 16     | 67,8 %          |
| 2014 | 4      | 2   | 2     | 3  | 3   | 0   | 2   | 16     | 64,5 %          |
| 2008 | 5      | 1   | 2     | 4  | 4   | 0   | 0   | 16     | 71,9 %          |
| 2002 | 6      | 2   | 1     | 3  | 3   | 1   | 0   | 16     | 69,9 %          |

BV = Bürgervereinigung     GE = Grafrather Einigkeit     BfG = Bürger für Grafrath     DAG = Dorfgemeinschaft Ampertal, Grafrath
FLG = Frauenliste für Grafrath

### Wappen
| Wappen von Grafrath | Blasonierung: „Geteilt von Rot und Silber, unten ein blauer Wellenbalken; im ganzen überdeckt mit einem goldenen Speer und einer goldenen Rodungshaue in schräger Kreuzung.“ |
| Wappen von Grafrath | Wappenbegründung: Die Gemeinde Grafrath wurde 1972 durch Zusammenlegung der bisherigen Gemeinden Wildenroth und Unteralting neu gebildet. Der Wellenbalken symbolisiert die Amper, die das Gemeindegebiet durchzieht (Wildenroth an der Amper). Die Teilung von Rot und Silber ist vom Schildbild der Marschälle von Wildenroth hergeleitet, die sich von 1311 bis 1319 in Pfandbesitz der herzoglichen Burg Wildenroth befanden und auch nach dem Übergang an das Kloster Fürstenfeld (1322) noch Rechte in Wildenroth innehatten. Die Rodungshaue symbolisiert den mit Rodung zusammenhängenden zweiten Teil des Ortsnamens Wildenroth (Wildnisrodung an der Amper). Der goldene Speer erinnert an den heiligen Rasso aus dem Geschlecht der Grafen von Dießen-Andechs, der nach der lokalen Tradition in Grafrath begraben liegt. Sein Grab wurde Mittelpunkt einer bedeutenden Wallfahrt (Kloster- und Wallfahrtskirche St. Rasso in Grafrath, früher Gemarkung Unteralting). Als allgemeines ritterliches Attribut verweist der Speer auch auf frühere Adelsherrschaft im Gemeindegebiet. Das 1967 angenommene Wappen der Gemeinde Wildenroth wurde als Wappen der neuen Gemeinde Grafrath weitergeführt. Erst 1994 beschloss der Gemeinderat die formelle Übernahme des Wappens von Wildenroth, der 1995 die Genehmigung der Regierung von Oberbayern folgte. |

### Gemeindepartnerschaften
- Ungarn: Polgárdi
- Rumänien: Petrifeld
- Frankreich: Lyons-la-Forêt

## Kultur und Sehenswürdigkeiten

### Wallfahrtskirche St. Rasso

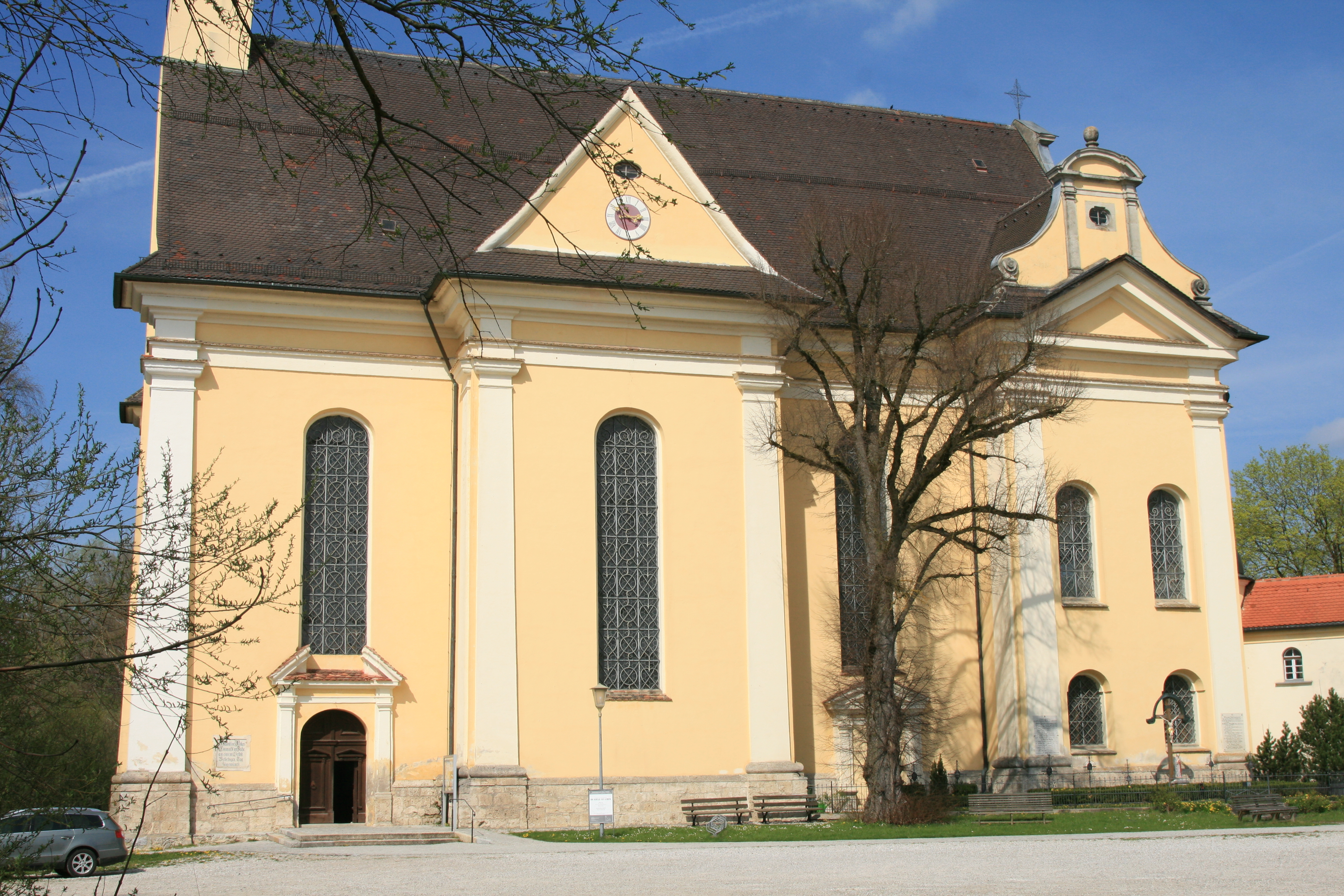
Kirche St. Rasso (Ansicht von Süden)

Die Wallfahrtskirche zum hl. Rasso besitzt eine in ihrer Art einzigartige Stiftungsurkunde: das frühmittelalterliche Stiftergrab im Zentrum der Kirche und die 1468 daraus entnommenen Gebeine des Kirchenstifters auf dem Hochaltar der Kirche. Der heutige barocke Kirchenbau wurde 1688 bis 1695 neu errichtet. Bauherr war das Chorherrenstift Dießen, zu dem St. Grafrath seit 1132 gehörte, Baumeister war der bekannte Vorarlberger Michael Thumb und nach seinem Tod 1690 sein Bauführer Michael Natter. Vorgabe beim Neubau war, dass das Grab des Grafen Rath/Rasso wie in der Vorgängerkirche das Zentrum des Raumes bilden musste, obwohl bereits geplant war, die Gebeine in der neuen Kirche auf den Hochaltar zu erheben.
In den Jahren 1752 bis 1759 wurde das Innere der Kirche im Rokokostil neu gestaltet. Die Dießener Chorherren beauftragten damit die damals bekanntesten Künstler: den Baumeister Johann Michael Fischer (Raumschale), den Augsburger Akademiedirektor und Maler Johann Georg Bergmüller (Deckenfresken), die Wessobrunner Johann Michael Feichtmayr und Johann Georg Üblhör (Stuckaturen) und die Münchner Bildhauer Johann Baptist Straub und Ignaz Günther (Hochaltar).
Wegen ihrer Geräumigkeit hat die im Bistum Augsburg liegende Wallfahrtskirche seit 1979 die Funktion einer Pfarrkirche für die zum Bistum München und Freising gehörende katholische Ortspfarrei „Maria Himmelfahrt Unteralting“ mit der eigentlichen Pfarrkirche in Höfen.

### Pfarrkirche Mariä Himmelfahrt in Höfen

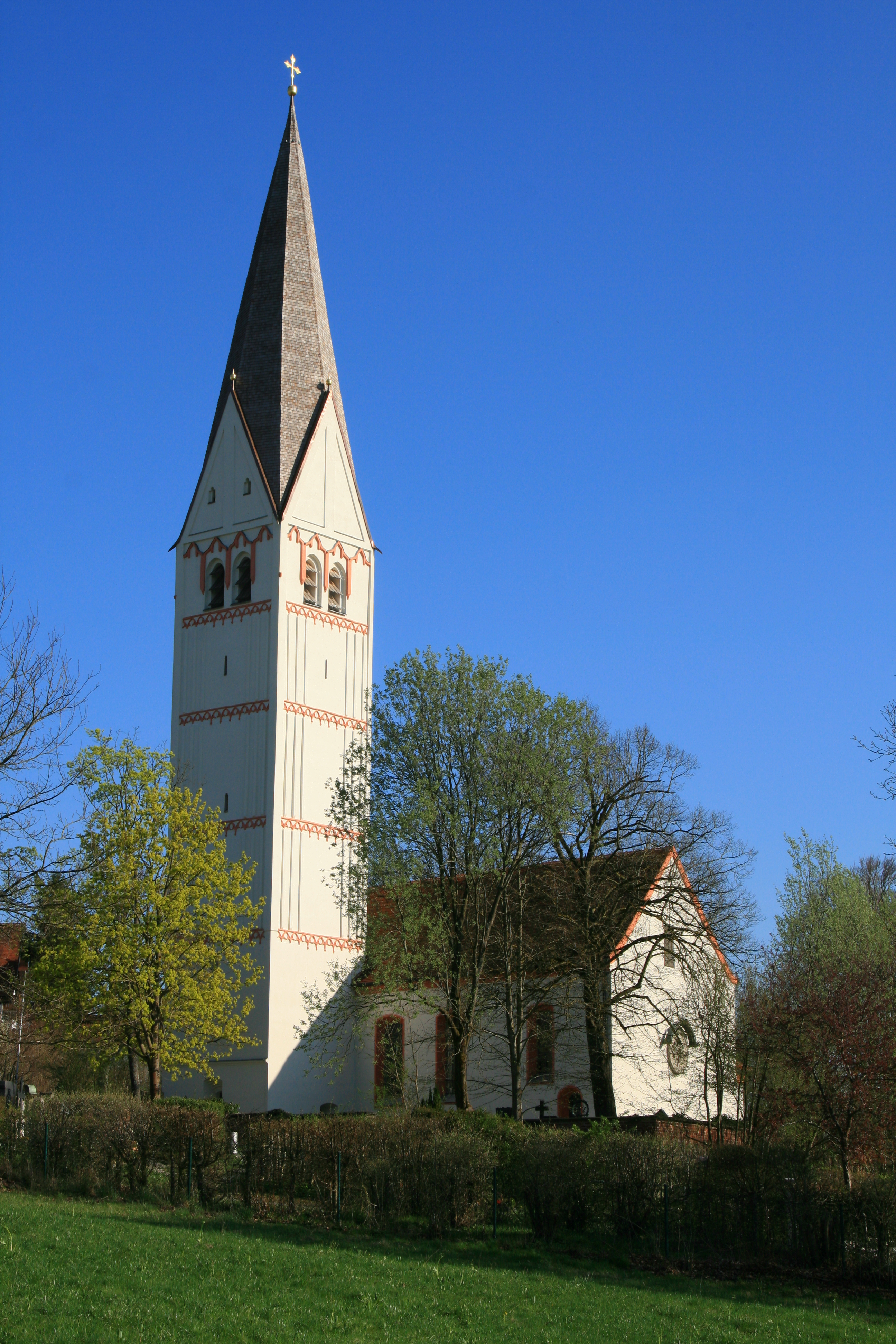
Kirche Mariä Himmelfahrt in Höfen/Grafrath

Die Marienkirche in Höfen wurde wohl zu Beginn des 15. Jahrhunderts errichtet, vermutlich auf den Fundamenten jener frühmittelalterlichen Kirche (Tuffsteinunterbau!), die in einer Freisinger Urkunde von 804 als „Marienkirche in Alting“ erwähnt ist. Einen bemerkenswerten Gegensatz zu der kleinen und im Innern einfach ausgestatteten Kirche bildet der große und mit kunstvollem Maßwerk verzierte Turm aus der zweiten Hälfte des 15. Jahrhunderts. Über einem quadratischen Grundriss von 5,80 auf 5,80 Metern erhebt er sich bis zu einer Höhe von 56 Metern, ist also schon im gemauerten Teil mehr als doppelt und mit der Spitze rund viermal so hoch wie die Kirche. Außer der Kirche gab es in Höfen bis Ende des 19. Jahrhunderts keine weiteren Gebäude. Der Pfarrer wohnte im Pfarrhof in Unteralting (bis 1979 die Franziskaner im Kloster bei der St. Rassokirche die Betreuung der Pfarrei übernahmen).

### St. Mauritius Unteralting

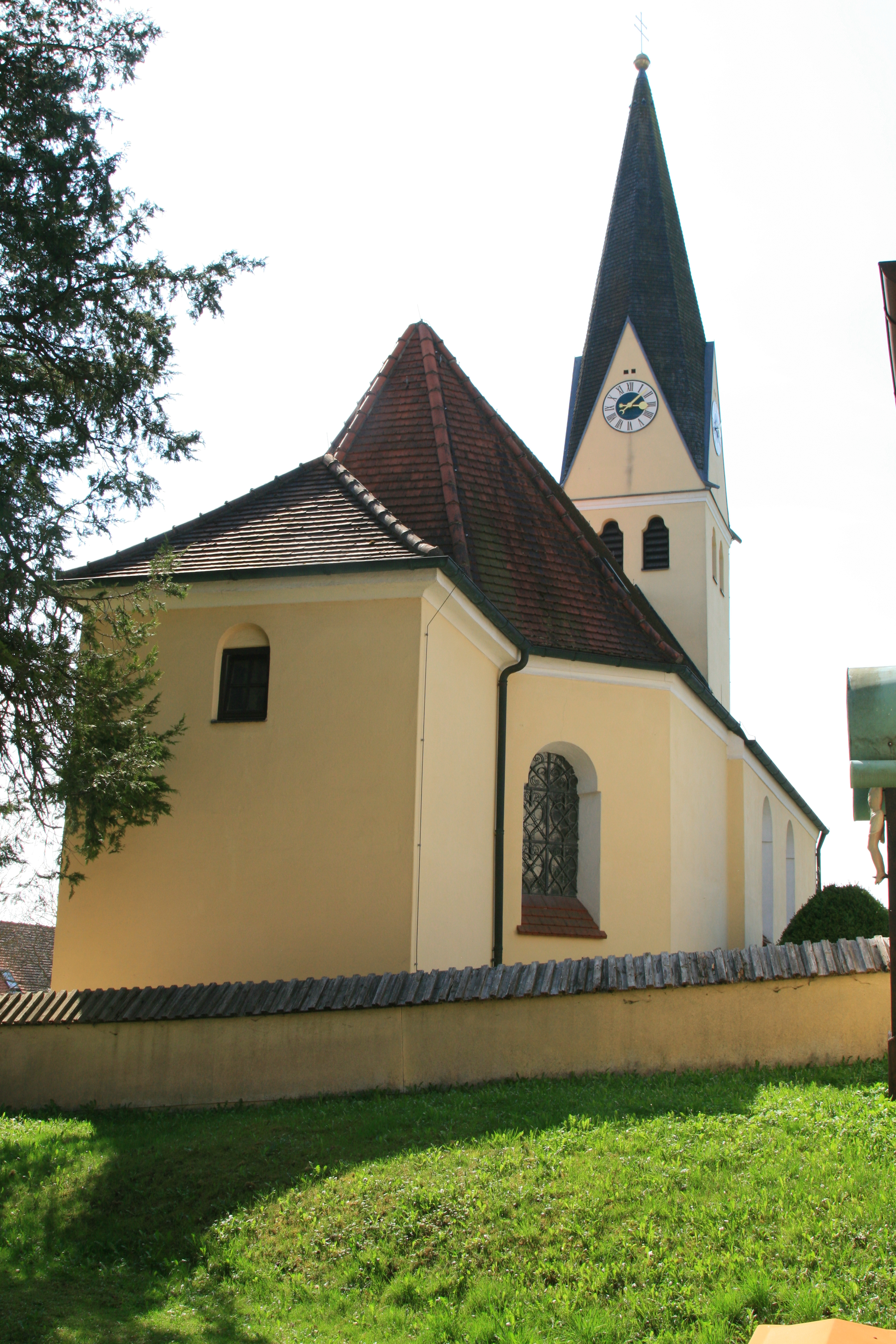
Kirche St. Mauritius in Unteralting

Die St. Mauritiuskirche mit dem Friedhof von Unteralting liegt auf einem eingeebneten Plateau am Westhang des Moränenwalls, der sich hier nach dem Amperdurchbruch in südlicher Richtung fortsetzt. Die Kirche wurde 1674 neu errichtet, nachdem die alte Kirche baufällig war. Wie später die St. Rassokirche erhielt sie auf dem westlichen Dachfirst einen kleinen Zwiebelturm. Der heutige Turm kam erst knapp hundert Jahre später dazu (1768). In der Form wurde er dem Kirchturm von Höfen angeglichen. Er fügt sich nicht nur harmonisch an die Kirche an, sondern bereichert auch den Prospekt der heutigen Gemeinde Grafrath. Neben der Kirche steht der 1756 erbaute und heute unter Denkmalschutz stehende alte Pfarrhof (dazugehörige Pfarrkirche in Höfen!).
Im Friedhof befindet sich auf der Südseite der Kirche das Grab der Eltern des bekannten Komponisten Carl Orff, die mit ihrem Sohn ab 1898 regelmäßig nach Unteralting zur Sommerfrische kamen und ab 1908 bis zum Tod (1949 und 1960) hier im eigenen Haus wohnten. (Der Komponist wurde 1970 Ehrenbürger von Unteralting, erhielt aber auf seinen Wunsch hin sein Grab in Andechs.)

### Evangelische Michaelkirche Grafrath

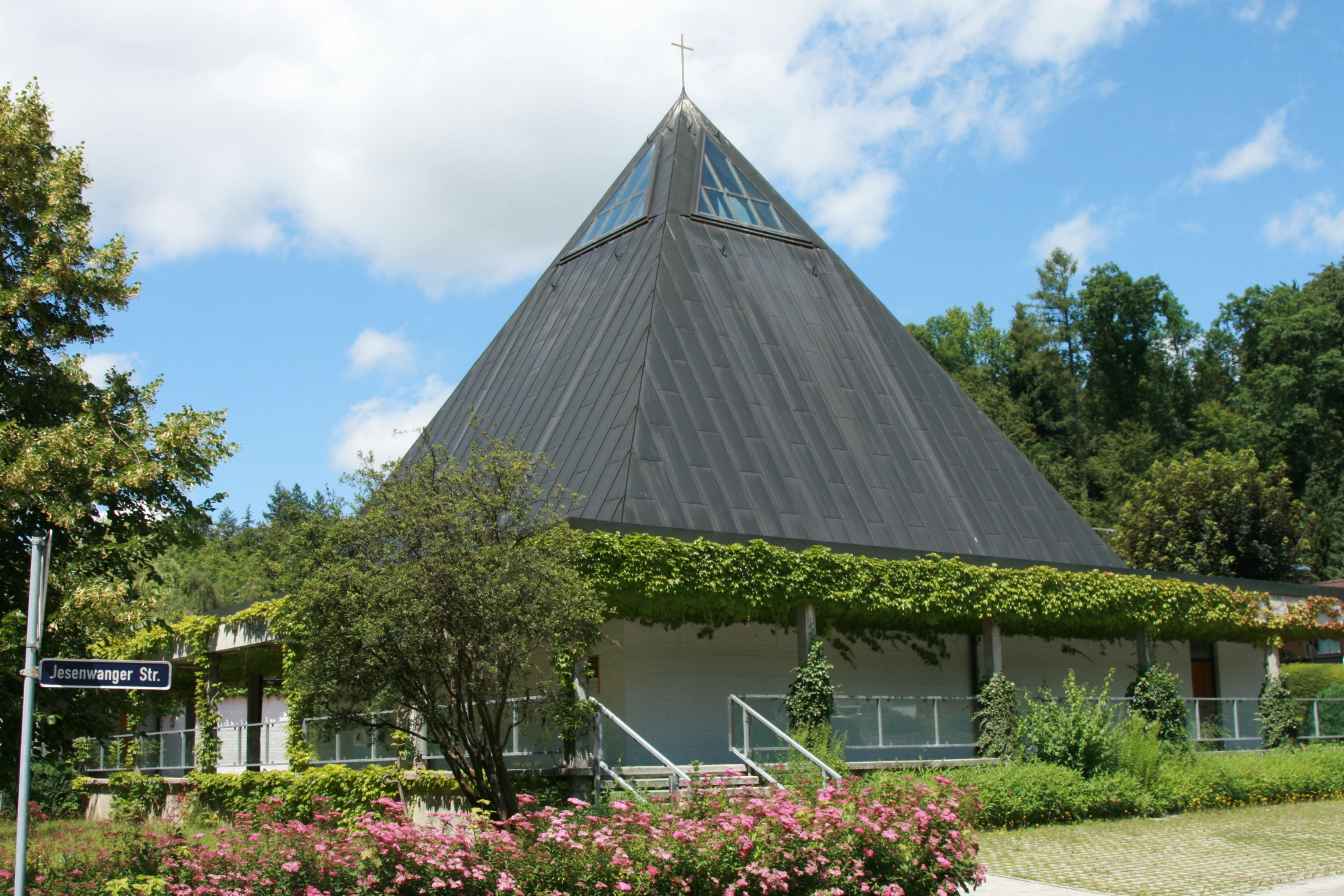
Ev. Michaelkirche in Grafrath

Die Michaelkirche (nicht Michaelskirche) wurde vom Architekten Ernst Fischer 1964 erbaut. Der quadratische Grundriss mit dem Altar in der Mitte symbolisiert das Weltganze mit seinen 4 Himmelsrichtungen und knüpft in ihrer Zeltform an das Heilige Zelt im Alten Testament an das Wandernde Gottesvolk, dessen Heimat nicht in der Zeitlichkeit liegt, an.

Der Kirchenmaler Hubert Distler gestaltete ein Bildprogramm in Form eines Frieses, das eine Auslegung des Namens Erzengel Michael enthält. Der 1,50 m hohe und 48 m lange Wandfries in farbigem Halbrelief aus Holz zeigt die wesentlichen Etappen der Heilsgeschichte. An der Stirnwand ist Gott der Schöpfer in Gestalt eines geflügelten Sonnenkreises mit mächtigen Schwingen dargestellt. Der schwingende Kreis ist mit dem Dreieinigkeitszeichen versehen. Als weitere Zeichen ist der brennende Dornbusch des Mose, in dessen Zweigen ebenfalls das Trinitätszeichen schwebt. Vom Bild der geflügelten Schöpfersonne über dem Altar ziehen sich die Gestirne des Himmels herüber zur rechten Seitenwand. An der Eingangswand findet sich das genaue Pendant zu Gott, gestaltet mit denselben Mitteln des geflügelten Kreises. Die goldhelle Scheibe, mit einem schmalen weißen Kreuz ist von zwei Engeln flankiert und erhebt sich über einem Grab mit zwei Totenschädeln (Adam und Eva?). Auf der rechten Seite ist Christus mit den Wundmalen dargestellt. Über dem Portal der Michael-Kirche befindet sich eine Darstellung, deren Thema die Ausbreitung des Evangeliums durch den Apostel Paulus über die Grenzen des Orients, der Provinz Asia, hinweg nach Europa ist. Zur Linken folgt der Bezug der Offenbarung des Johannes mit den großen Hoffnungsbildern des christlichen Glaubens: dem Buch mit den 7 Siegeln, dem himmlischen Jerusalem, der Wohnstätte Gottes, es ist mit wenigen Ziegeldächern südlicher Häuser nur angedeutet und rechts über der Orgel die 7 Leuchter.
Außen an der Wand rechts von der Eingangstür befindet sich außerdem ein eichengeschnitztes äthiopisches Kreuz, das der Kirchengemeinde am 1. Advent 1986 von äthiopischen Asylbewerbern zum Dank überreicht wurde.

Ein Projekt der Evangelischen Kirchengemeinden Herrsching und Grafrath heißt Begegnungen, Gedanken und Übungen auf dem Rasso Pilgerweg. Hier ist auch eine der Stationen nach Andechs.
Seit mehreren Jahren bestehen altersbedingt bauliche Mängel an der Kirche; insbesondere das Fundament muss dringend saniert werden. Der Kirchengemeinde fehlen jedoch zum einen die finanziellen Mittel für die kostspieligen Sanierungsmaßnahmen, zum anderen wollte bisher kein Bauunternehmer den Auftrag annehmen.

### Tiefes Tal

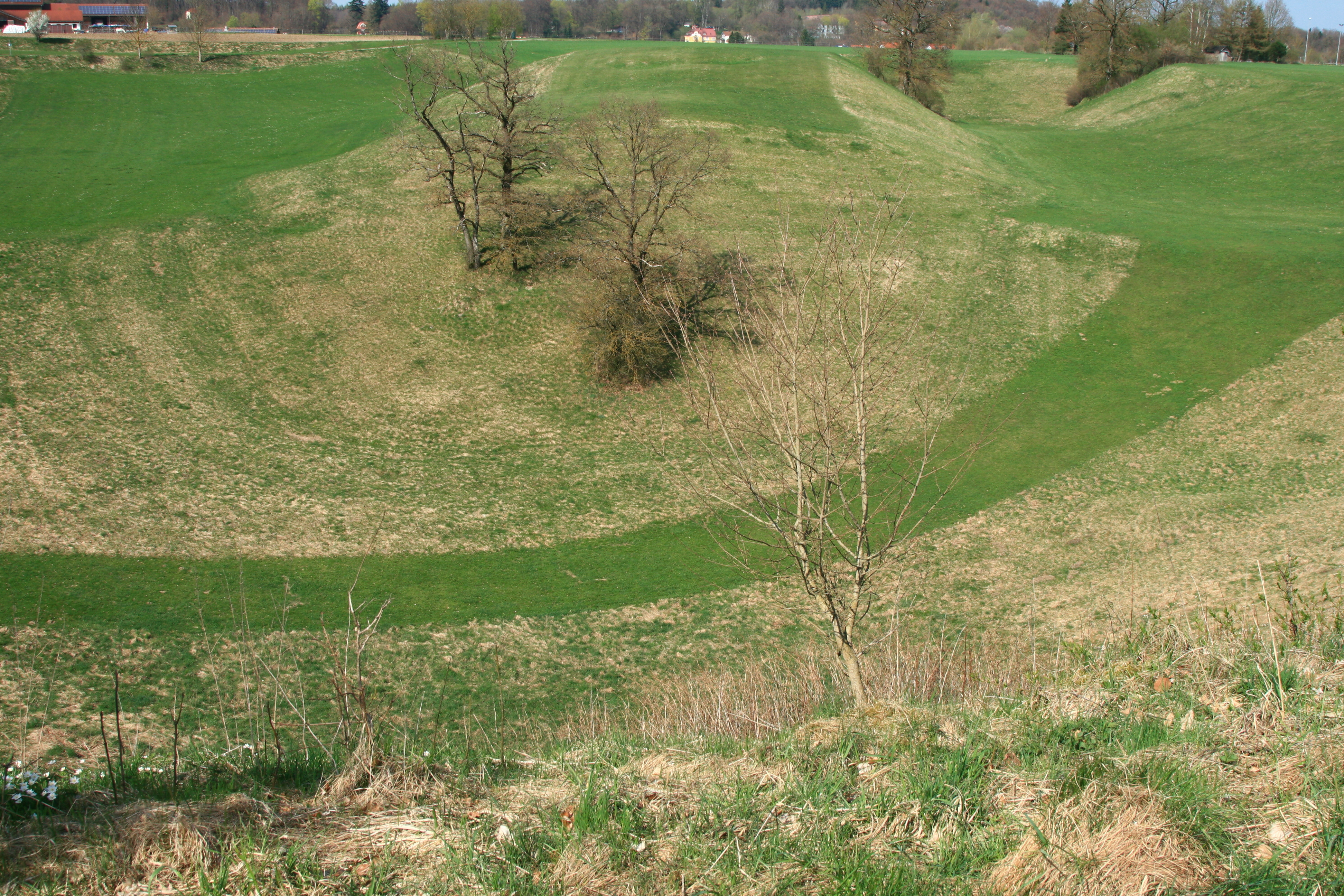
Tiefes Tal – Toteisloch in Grafrath – Unteralting

Nur wenige hundert Meter vom Ortsende von Unteralting entfernt findet sich ein ungewöhnliches Geotop, das in einer spätmittelalterlichen Urkunde bereits als „Tiefes Tal“ erwähnt ist. Tatsächlich handelt es sich weniger um ein Tal als um einen ringsum geschlossenen Talkessel mit einem Durchmesser von bis zu 200 Metern und einer Tiefe von rund 20 Metern. Es entstand am Ende der letzten Eiszeit, als ein Teil des Ammerseegletschers durch Geschiebe vom abfließenden Hauptgletscher getrennt und mit Geröll überdeckt wurde. So hielt sich das „tote“ Eis noch lange Zeit. Als es später ebenfalls schmolz und das Wasser im Boden versickerte, blieb in der Landschaft die große, kesselförmige Vertiefung, ein sogenanntes Toteisloch zurück.

### Parapluie

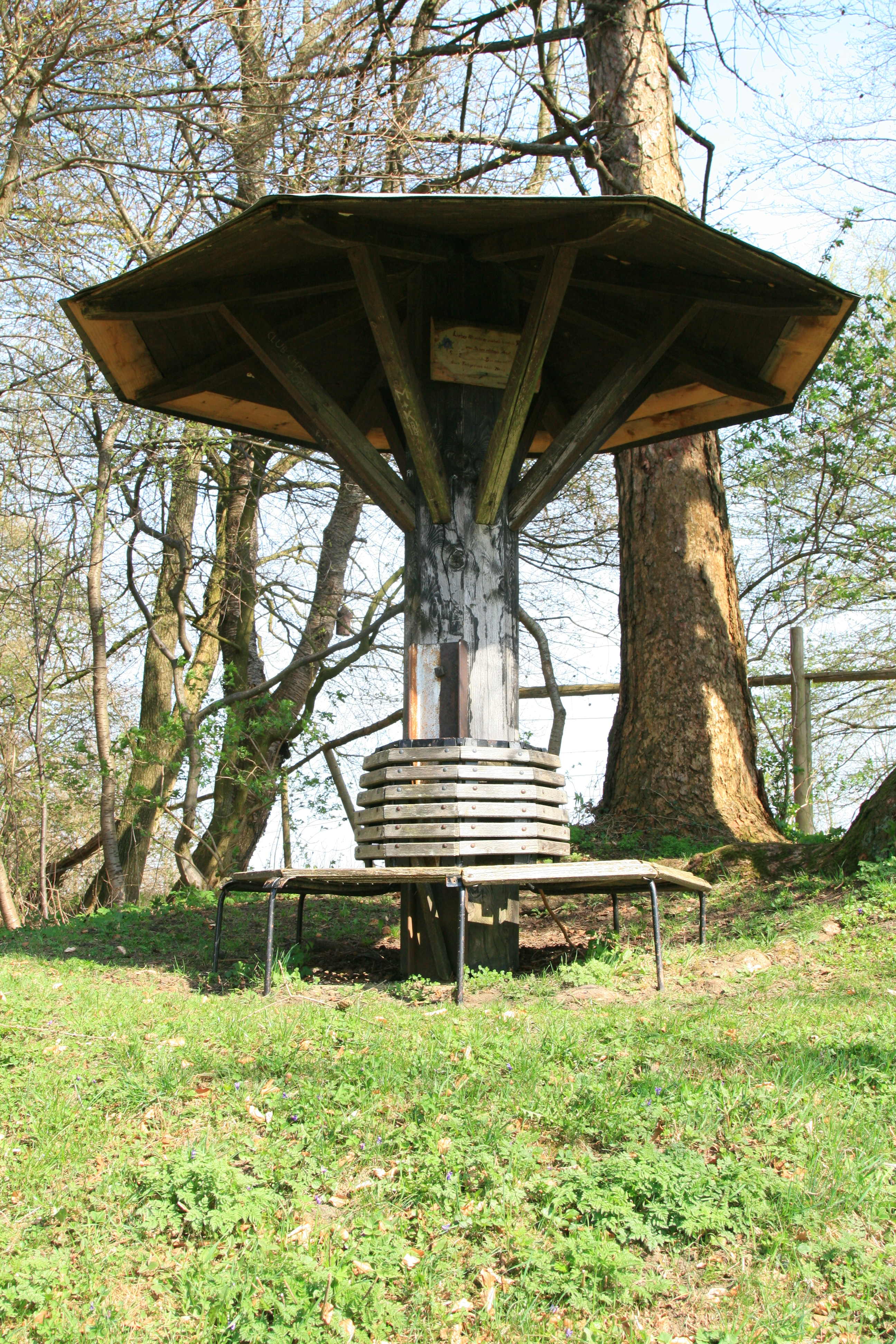
Parapluie in Unteralting – Grafrath auf einer Anhöhe über der Amper

Gegenüber dem nördlichen Friedhofseingang von Unteralting führt zunächst eine kleine Stichstraße, dann ein Fußweg auf das südliche Hochufer über der Amper. Der höchste Punkt des Ufers ist der westliche Bergsporn über dem hier beginnenden Ampertal. Bekannt ist der Platz unter dem Namen „Parapluie“, so genannt nach einem regenschirmartig überdachten Rundsitz, den der 1919 gegründete „Verschönerungsverein Grafrath-Wildenroth und Umgebung“ an dieser Stelle errichtet hat.
Nach einer erst jüngst entdeckten Handschrift des Dießener Chorherren Innozenz Keferloher aus den Jahren um 1640 stand auf dieser Anhöhe die Burg des Grafen Rath/Rasso. Dazu passt die mittelalterliche Überlieferung, wonach Graf Rath/Rasso Kirche und Kloster „am Fuße seiner Burg“ errichten ließ, denn von hier oben fällt der Blick direkt auf die darunter liegende St. Rassokirche. Zu Keferlohers Zeit war hier oben noch die alte, dem Erzengel Michael geweihte Burgkapelle zu sehen, von der heute nichts mehr übrig ist. Nur der Teil des Hochufers, der sich weiter nach Nordosten erstreckt, trägt noch den Namen Michaelsberg.

### Höhenweg und Amperschlucht
Vom Parapluie aus führt ein Höhenweg das Hochufer entlang bis zur Amperbrücke in Wildenroth. Kurz vor der Amperbrücke zweigt eine Straße ab in die Amperschlucht, die man bis nach Schöngeising durchwandern kann. Auf halbem Weg erreicht man die Sunderburg.

### Kapplberg (Schlossberg) von Wildenroth
Von der Dorfmitte aus führen Fußwege auf den einstigen Burgberg. Gut zu erkennen ist dort noch die für das 13. Jahrhundert typische Anlage einer befestigten Burg, bestehend aus Kernburg auf dem westlichen Bergsporn und Vorburg auf dem östlich anschließenden Plateau, beide geschützt durch Wall und Graben.
In der irrigen Annahme, hier habe einst die Burg des Grafen Rasso gestanden, ließ im Jahre 1900 der damalige Mühlenbesitzer von Wildenroth ein Denkmal errichten mit der Inschrift „Rassoburg 900“. Im gleichen Jahr errichtete er am vermuteten Standort der einstigen Burgkapelle wieder eine Kapelle, die er seinem Namenspatron St. Leonhard widmete. Auf der Kernburg ließ er außerdem ein Kreuz aufstellen und darunter auf der südlichen Seite eine Lourdesgrotte anlegen. An dieser Stelle wurde anlässlich der 750-Jahr-Feier der Erstnennung von Wildenroth eine Schautafel aufgestellt, die in Bild und Text die wichtigsten Informationen zur Anlage und Funktion der Burg bietet.

Von der Burg führt ein Weg in nördlicher Richtung unter der viel befahrenen Bundesstraße hindurch zum Toteisloch Wolfsgrube (siehe Tiefes Tal), wo man anhand der hier aufgestellten Schautafel das Geotop besonders gut studieren kann.

### Forstlicher Versuchsgarten Grafrath
Der 34 ha große Forstliche Versuchsgarten der Bayerischen Landesanstalt für Wald und Forstwirtschaft, der 1881 im Bereich zwischen Kapplberg von Wildenroth und der 1873 eröffneten Bahnstrecke München–Buchloe angelegt wurde, diente dem Versuchsanbau fremdländischer Baumarten, so dass sich im Garten rund 200 fremdländische Baumarten aus Amerika, Europa und Asien finden. Der älteste Mammutbaum ist über 120 Jahre alt. Heute werden neben der Forstpflanzenzüchtung auch die Auswirkungen von Luftschadstoffen auf Bäume erforscht. Zudem dient der Garten der Umweltbildung. So kann er im Sommer an Werktagen und zu bestimmten Veranstaltungen auch am Wochenende bei freiem Eintritt besichtigt werden.

### Hügelgräber in der Haberlaich, Mühlhart

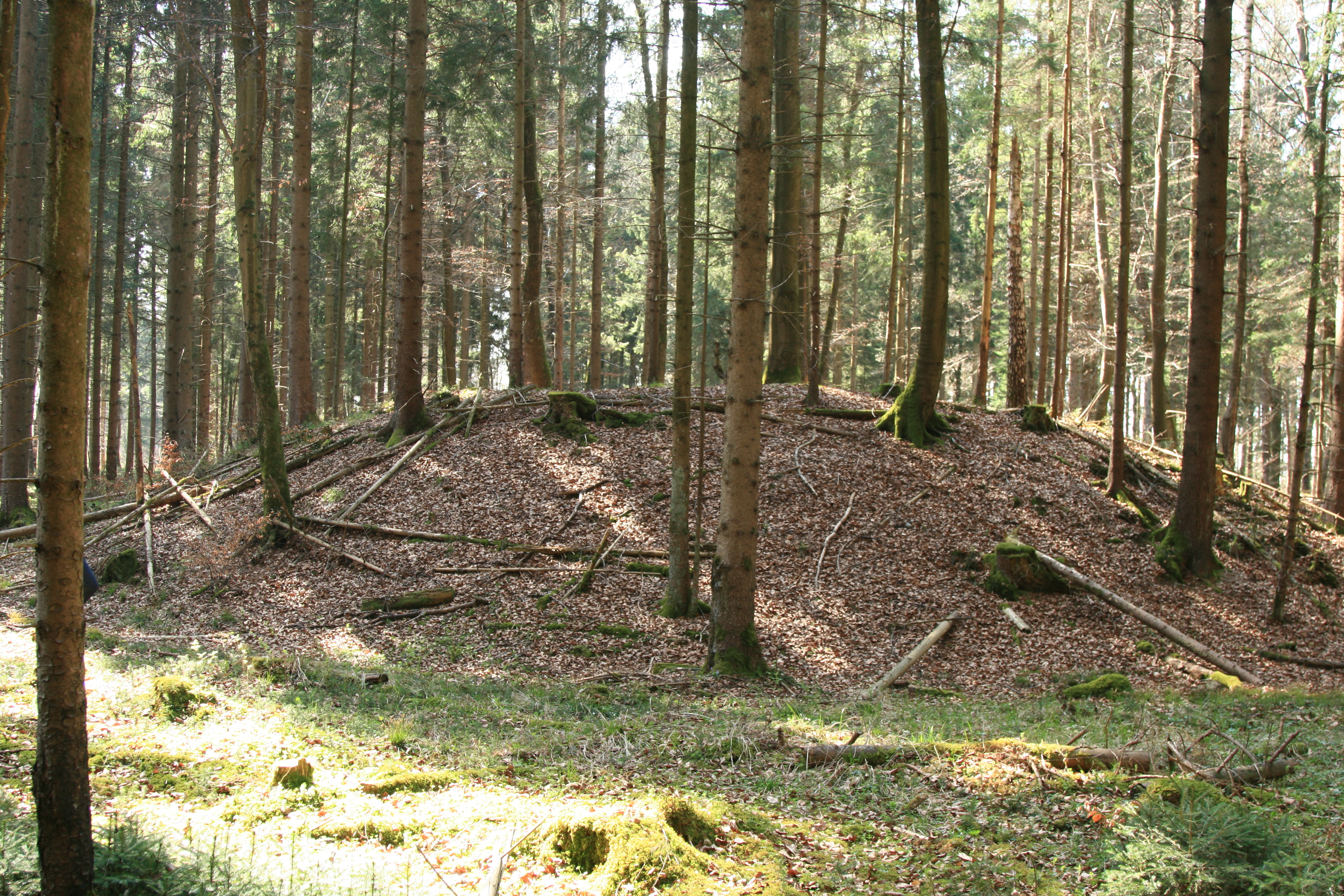
Einer der größeren Grabhügel in der Nähe Grafraths

Das Hügelgrabfeld liegt im Wald verborgen südlich des Sportplatzes an der Mauerner Straße. Bei Beginn des Waldes folgt man dem Weg links und kann die Hügel deutlich erkennen. Das Feld besteht aus ca. 250 Hügeln, die sowohl in der Bronze-, Urnenfelder-, Hallstatt- und Latènezeit angelegt wurden. Der Zeitraum wird wohl von 1600 v. Chr. bis 4. Jahrhundert v. Chr. reichen.

Teller, Schüsseln, Schalen und Töpfe, gefunden bei Grabungen im Hügelfeld, sind im Stadtmuseum Fürstenfeldbruck ausgestellt.

## Wirtschaft und Infrastruktur

### Verkehr
Grafrath ist über den Bahnhof Grafrath an der Bahnstrecke München–Buchloe an die Linie S4 Geltendorf–Ebersberg der S-Bahn München angeschlossen.
| Linie | Linienverlauf |
| ----- | --- |
| S4    | Geltendorf – Türkenfeld – Grafrath – Schöngeising – Buchenau – Fürstenfeldbruck – Eichenau – Puchheim – Aubing – Leienfelsstraße – Pasing – Laim – Hirschgarten – Donnersbergerbrücke – Hackerbrücke – Hauptbahnhof – Karlsplatz (Stachus) – Marienplatz – Isartor – Rosenheimer Platz – Ostbahnhof – Leuchtenbergring – Berg am Laim – Trudering (– Gronsdorf – Haar – Vaterstetten – Baldham – Zorneding – Eglharting – Kirchseeon – Grafing Bahnhof – Grafing Stadt – Ebersberg) |

Grafrath wird durch mehrere Regionalbuslinien des MVV erschlossen.
| Linie | Linienverlauf | Verkehrsunternehmen |
| ----- | --- | ------------------- |
| 804   | Grafrath – Unteralting – Mauern – Schöngeising, Jexhof                                                                              | Omnibus Neumeyr     |
| 805   | Grafrath – Kottgeisering – Pleitmannswang – Zankenhausen (– Türkenfeld, Schule)                                                     | Omnibus Neumeyr     |
| 820   | Seefeld-Hechendorf – Inning – Grafrath – Buchenau – Fürstenfeldbruck, Schöngeisinger Straße                                         | Amperbus GmbH       |
| 826   | Grafrath – Moorenweis – Grunertshofen – Dünzelbach – Moorenweis – Grafrath                                                          | Omnibus Neumeyr     |
| 828   | Egling an der Paar – Moorenweis – Jesenwang – Grafrath                                                                              | Omnibus Neumeyr     |
| 8400  | Ruftaxi Fürstenfeldbruck / Alling / Schöngeising / Grafrath / Kottgeisering / Türkenfeld / Inning / Seefeld-Hechendorf / Herrsching | Geldhauser          |

Über die Bundesstraße 471 besteht eine Verbindung zur Bundesautobahn 96 München–Lindau, Anschlussstelle Inning, und nach Fürstenfeldbruck sowie weiter zur Bundesautobahn 8 München–Stuttgart–Karlsruhe an der Anschlussstelle Dachau/Fürstenfeldbruck.

## Persönlichkeiten
- Ratho / Rasso (910–954), Graf (comes) im Ammersee-Amper-Gebiet in der Karolingerzeit, Kirchenstifter, Klostergründer, Volksheiliger
- Marianne Plehn (1863–1946), Naturwissenschaftlerin
- Georg Alfred Plehn (1868–1941), Politiker
- Otto von Müller (1875–1976), Tennisspieler und Offizier
- Carl Orff (1895–1982), Komponist, verbrachte in seiner Jugend mit seinen Eltern die Wochenenden und Sommerferien in Unteralting („zweite Heimat“)
- Georg Maier (1898–1975), Sportfunktionär
- Gertrud Schiller (1905–1994), Schriftstellerin und Forscherin
- Gerd Martienzen (1918–1988), Schauspieler, Synchronsprecher (bekannt als deutsche Stimme von Louis de Funès)
- Hubert Distler (1919–2004), Maler und Grafiker
- Godela Orff-Büchtemann (1921–2013), Schauspielerin und Musikpädagogin. Tochter des Carl Orff
- Alexander von Schönborn (1924–2011), Forstbiologe, Leiter des forstlichen Versuchsgarten in Grafrath
- Irina Korschunow (1925–2013), Schriftstellerin
- Heinrich Rubner (1925–2017), Historiker und Forstwissenschaftler
- Norbert Schlagheck (1925–2002), Designer
- Fredy Brock (1926–1992), Musiker, Schauspieler, Entertainer und Komiker
- Winfried Müller (1953–2025), Historiker
- Dietmar Stutzer (* ≈1953), Historiker, Heimatforscher und Sachbuchautor
- Berthold Seliger (* 1960), Konzertveranstalter und Publizist, wuchs in Grafrath-Wildenroth auf